# Französische Ouvertüre
Die französische Ouvertüre ist eine musikalische Form, die in der Barockmusik häufig verwendet wurde. Sie ist in der Regel zweiteilig, wobei die beiden Teile durch Wiederholungszeichen abgeschlossen werden. Die zwei Teile unterscheiden sich in Tempo, Rhythmus und Stil: der erste Teil hat ein langsames Tempo (oftmals mit Grave überschrieben) und einen punktierten Rhythmus, während der zweite Teil in schnellem Tempo gesetzt ist und fugierten Charakter aufweist. Am Ende des zweiten Teils folgt oftmals eine kurze Zusammenfassung des ersten Teils, wobei auch Teile dessen melodischen Inhalts wiederholt werden können.
Die französische Ouvertüre gelangte erstmals durch Jean-Baptiste Lully, den Hofkomponisten Ludwigs XIV., zu voller Blüte, der sie ab 1650 in seinen Balletten und Opern verwendete, und war für die nächsten hundert Jahre in Frankreich und seinen Nachbarländern stilbestimmend. Fast sämtliche Barockkomponisten machten von dieser Form Gebrauch, darunter Bach in der von ihm so bezeichneten Overture nach Französischer Art BWV 831 und der 4. Partita in D-Dur BWV 828 aus der Clavierübung, in seinen Orchestersuiten, in der 16. Goldberg-Variation und in mehreren Kantaten. Zahlreiche Opern und Oratorien von Händel beginnen ebenfalls mit einer französischen Ouvertüre, darunter auch der Messias. 
In formalem Gegensatz zur französischen Ouvertüre steht die dreisätzige Italienische Ouvertüre mit der Tempofolge schnell-langsam-schnell, aus der sich im Laufe des 18. Jahrhunderts über die vorklassische Sinfonia die klassische Symphonie entwickelte.